# Merkur (přírodní památka)
Merkur byla přírodní památka ev. č. 1620 jihozápadně od obce Málkov v okrese Chomutov. Oblast spravuje Agentura ochrany přírody a krajiny ČR.

## Historie
Od roku 2004 došlo k několika sesuvům půdy, které způsobily úplný zánik lokality. Předmět ochrany tedy zanikl a přírodní památka byla zrušena v roce 2009.

## Předmět ochrany
Důvodem ochrany bylo unikátní paleontologické naleziště s výskytem zbytků rostlin a živočichů, kteří žili na břehu třetihorního jezera. Lokalita byla průzkumnými vrty objevena roku 1960 a odkryta na konci osmdesátých let dvacátého století při povrchové těžbě hnědého uhlí. Tvořila ji asi jeden metr mocná vrstva sedimentů ze spodního miocénu, které se usazovaly na břehu jezera. Při odkrytí se nacházela v těsném podloží spodní hnědouhelné sloje. Spolu s mnoha rostlinnými zbytky v ní byly nalezeny řady kompletních nebo téměř kompletních koster želv a hlodavců, které umožnily rekonstruovat místní životní prostředí v době před 18 milióny lety.